# Raimundo de Borgonha

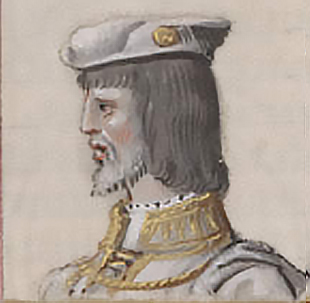
Raimundo de Borgonha

Raimundo de Borgonha (Besançon, 1070 — Grajal de Campos, 24 de maio de 1107) foi o quarto filho de Guilherme I "o Grande", conde de Borgonha, e tinha como apanágio o pequeno condado de Amous.
Visitou pela primeira vez a Península Ibérica, entre o ano de 1086 ou 1087, acompanhando o duque Odo  da Borgonha, e, pela segunda vez em 1090 para casar com Urraca de Leão e Castela, única filha legítima e herdeira de Afonso VI, imperador de Leão e Castela e Constança da Borgonha.
Vinha, desta feita, acompanhado por seu primo Henrique, Conde de Portugal, que recebeu como mulher a outra filha de Afonso VI de Leão e Castela, Teresa de Leão. Pelo seu casamento D. Raimundo recebeu em apanágio, como feudo, segundo as práticas peninsulares, o condado da Galiza, que se estendia para sul até ao Rio Minho. O Condado Portucalense (entre o Rio Minho e o Rio Douro) em Coimbra, foi atribuído como condado a D. Henrique, nascendo assim o condado Portucalense sob a égide da Casa de Borgonha (1096).
Em 1105, Urraca e Raimundo fazem um pacto com Henrique da Borgonha, agora Conde Portucalense, para reunirem apoios para queo único filho varão de Afonso VI, Sancho, viesse a ser Imperador de Leão e Castela, e não Urraca a filha mais velha de D. Afonso VI. O pacto foi assinado mas não posto em prática pois em 1107 Raimundo morre, Sancho também morreria em batalha em 1108 e Afonso VI morreria em 1109. Assim não havendo filhos varões quem sucederia a Afonso VI seria agora a filha mais velha dele, Urraca.

## Relações familiares
Foi filho de Guilherme I, Conde da Borgonha  e de  Estefânia da Borgonha, filha de Adalberto da Lorena e de Clemência de Foix.
Casou com Urraca I de Leão e Castela, filha de Afonso VI de Leão e Castela e de sua terceira esposa Constança da Borgonha, de quem teve:
1. Sancha Raimundes (ca. 1095 — 28 de fevereiro de 1159).

1. Afonso VII de Leão e Castela (Caldas de Reis, 1 de março de 1105 — Viso del Marqués?, 21 de agosto de 1157).